# Jack El-Hai
Jack El-Hai (* 1. Dezember 1958 in den USA) ist ein US-amerikanischer Journalist und Autor, dessen Arbeiten sich vornehmlich mit Medizin- und Wissenschaftsgeschichte und anderen geschichtlichen Themen befassen.

## Leben
El-Hai schloss 1979 das Carleton College in Northfield ab. Neben seinen Büchern veröffentlichte er in Publikationen wie Atlantic Monthly, im Magazin der Washington Post und anderen.
Der Autor lehrte in der Vergangenheit Kreatives Schreiben an der School of Journalism and Mass Communication, an der University of Minnesota sowie deren Split Rock Arts Program, an der Mayo Clinic in Rochester (Minnesota) und in Downtown-Minneapolis im Loft Literary Center. Zur Zeit lehrt er Kreatives Schreiben am Augsburg College in Minneapolis.
El-Hai lebt in Minneapolis mit seiner Ehefrau und zwei Töchtern.

## Veröffentlichungen
- Minnesota Collects. Minnesota Historical Society, Minneapolis, Minnesota 1992, ISBN 0-87351-280-4.
- Lost Minnesota: Stories of Vanished Places. University of Minnesota Press, Minneapolis, Minnesota 2000, ISBN 0-8166-3515-3.
- Non-Stop: A Turbulent History of Northwest Airlines. University of Minnesota Press, Minneapolis, Minnesota 2013, ISBN 978-0-8166-7445-9
- The Lobotomist: A Maverick Medical Genius and His Tragic Quest to Rid the World of Mental Illness. Public Affairs Books, New York City 2014, ISBN 978-1-61039-463-5.
- The Nazi and the Pyschiatrist. Hermann Göring, Dr. Douglas M. Kelley, and a Fatal Meeting of Minds at the End of WW II. University of Minnesota Press, Minneapolis, Minnesota 2013, ISBN 978-0-8166-7445-9.
  - deutsch von Henriette Heise: Der Nazi und der Psychiater. Die Andere Bibliothek, Berlin 2014, ISBN 978-3-8477-0357-0.[1]